# 青岩バイパス
青岩バイパス（せいがんバイパス）は、国道4号のバイパス道路である。

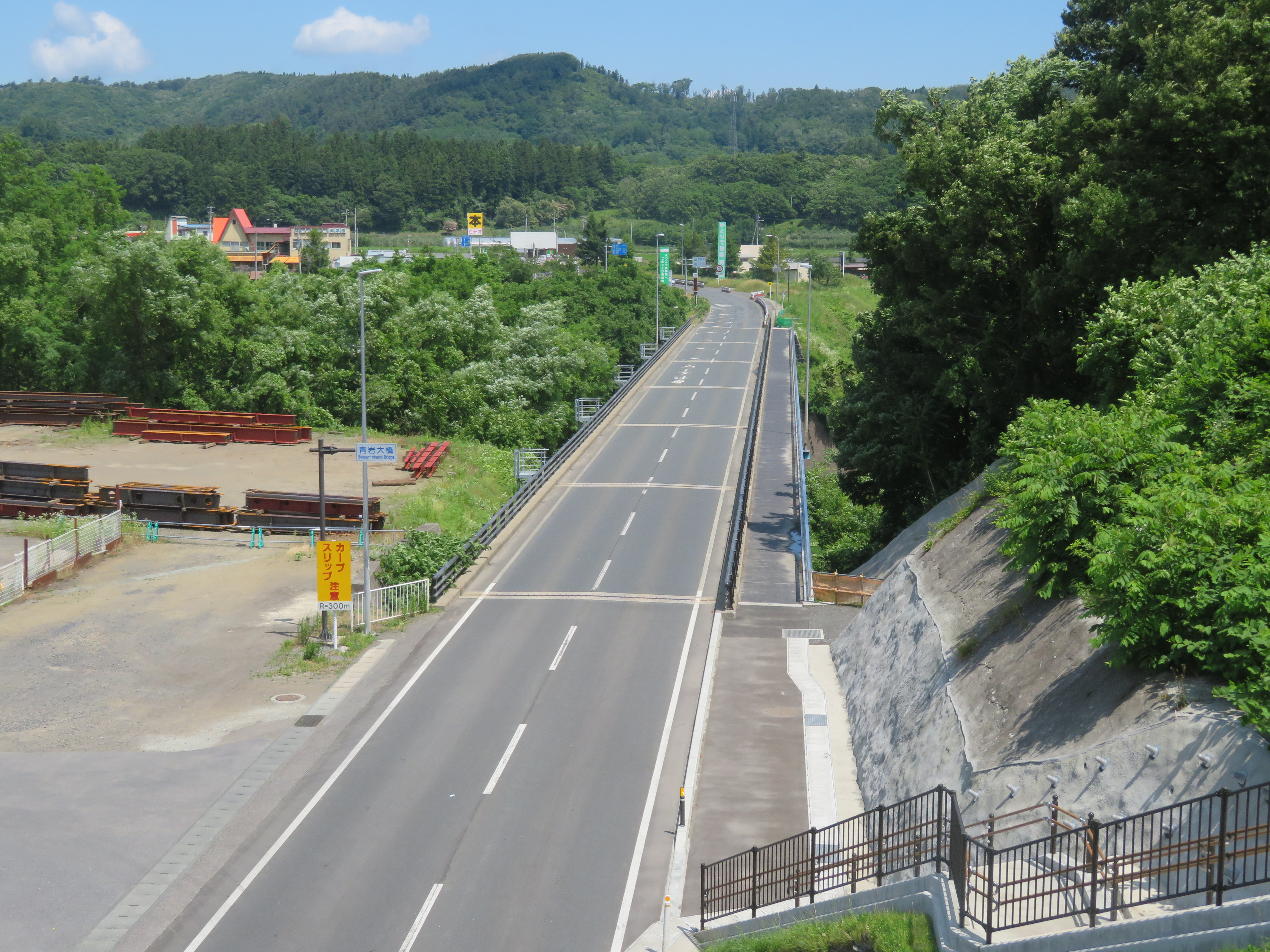
青岩大橋付近

## 概要
岩手・青森両県境を流れる馬淵川に架かる青岩橋（せいがんばし）の東側に「青岩大橋（せいがんおおはし）」を建設し、急カーブと狭小幅員を解消した。路線名及び橋名の「青岩（せいがん）」は青森と岩手から一字ずつ採り、両県の県境を表している。
1967年に複線化で新線へ経路変更された東北本線廃線跡の一部を利用している。
以前は青岩橋（旧道）経由で南部バス三戸営業所の路線バス（一戸線）が県境越えをしていたが、2006年（平成18年）4月のダイヤ改定による三戸営業所 - 舌崎間の廃止によって、同区間は出入庫のみに用いられる回送用ルートとなり、一戸線の運行区間は舌崎バス停 - 一戸駅間に短縮され、その後2008年4月1日付けで路線自体が廃止された。

### 路線データ
- 起点：岩手県二戸市金田一字上野（岩手県道241号上斗米金田一線交点）
- 終点：青森県三戸郡三戸町目時字上目時（青森県道149号目時停車場線交点）

## 青岩大橋
長さ140m、幅8ｍ。1970年完成。